# Kate Hornsey
Kate Hornsey (19 de octubre de 1981, en Hobart) es una exremera australiana que llegó a ser tres veces campeón del Mundo de remo y medallista olímpico.

## Biografía
Hornsey comenzó a remar a los 12 años en New Norfolk, Tasmania. Su club como sénior ha sido el New Norfolk club y el Club de remo Mercantil en Melbourne.
Sus primeros Juegos Olímpicos fueron en Pekín 2008, cuando quedó en sexto lugar para el equipo nacional.  En marzo de 2012 fue seleccionado para participar junto a Sarah Tait en los Juegos Olímpicos de Londres 2012, obteniendo la medalla de plata. Anunció oficialmente su retiro de la competición el 24 de octubre de 2014.